# Most Bolesława Chrobrego w Poznaniu
Most Bolesława Chrobrego w Poznaniu – most drogowy na rzece Warcie, w granicach administracyjnych miasta Poznania. Patronem mostu jest Bolesław I Chrobry – pierwszy król Polski.

## Położenie
Jest położony pomiędzy mostem św. Rocha a mostem kolejowym na linii Poznań-Warszawa. Łączy lewobrzeżną dzielnicę Chwaliszewo (Osiedle Stare Miasto, ul. Estkowskiego) z Ostrowem Tumskim, stanowiącym część Osiedla Ostrów Tumski-Śródka-Zawady-Komandoria (ul. Wyszyńskiego). Znajduje się w ciągu I ramy komunikacyjnej.

## Historia
W 1924 doszło do powodzi, która uszkodziła istniejący od czasów średniowiecza Most Tumski, który łączył ówczesne Chwaliszewo i Ostrów Tumski. W kwietniu 1924 podjęto decyzję o rozbiórce Mostu Tumskiego i budowie nowego mostu. Pierwsza konstrukcja (żelazo-betonowa) pod tą nazwą została zbudowana w okresie od sierpnia 1924 do września 1925, na miejscu dawnego mostu Tumskiego, według projektu prof. Lucjana Ballenstaedta, za budowę był odpowiedzialny radca miejski inż. Augustyn Drozdowicz. Dopuszczalne obciążenie mostu wynosiło 1000 kg na m², 11 i 12 września 1925 odbyło się próbne obciążenie, które most przeszedł pozytywnie. 12 września z Gniezna do Poznania przyjechał prezydent Rzeczypospolitej Stanisław Wojciechowski, który został uroczyście powitany. Na otwarciu mostu Chrobrego obecni byli również premier Władysław Grabski, ministrowie Władysław Raczkiewicz, Czesław Klarner i Kazimierz Tyszka, a także wojewoda poznański Adolf Rafał Bniński. Uroczystość otwarcia odbyła się 13 września 1925. Po przemówieniu prezydenta Poznania Cyryla Ratajskiego, most poświęcił biskup Stanisław Kostka Łukomski. Następnie prezydent Stanisław Wojciechowski uroczyście przeciął wstęgę, chór odśpiewał kantatę, a dziewczynka, która mieszkała na Śródce wręczyła Wojciechowskiemu bukiet z napisem „obywatele prawego brzegu Warty Prezydentowi Rzplitej”. Na koniec, na środku mostu odczytano akt erekcyjny. Uroczystość była elementem obchodów 900. rocznicy koronacji Bolesława Chrobrego. 
We wrześniu 1939 most nieznacznie został zniszczony przez wycofujące się Wojsko Polskie. W 1945 główne przęsło zostało wysadzone przez wycofujących się z Poznania żołnierzy niemieckich. 
W lipcu 1962 rozpoczęto prace przygotowawcze do budowy nowego mostu. Rozebrano stary most, a nowy o konstrukcji ramowej o ryglu z płyty sprzężonej kablami linowymi (most kablowo-betonowy) rozpoczęto budować w maju 1963. Podczas budowy tymczasowo ułożono kładkę dla pieszych. Nowy most otwarto do użytku 21 grudnia 1964. W 1989 przeprowadzono generalny remont obiektu.
Z powodu pogarszającego się stanu technicznego przeprawy planowane są prace dotyczące rozbiórki istniejącego mostu i budowy w jego miejscu nowego obiektu. Na trzeci kwartał 2024 roku przewidziane jest przekazanie projektu budowy nowej konstrukcji mostu, zaś rozpoczęcie prac w terenie planowane jest na 2025 rok. Nowa przeprawa również będzie miała po dwa pasy ruchu w każdą stronę.

## Parametry techniczne
Most ma 122 metry długości i (?) metry szerokości:
- 2 chodniki po (?) metry każdy,
- 2 jezdnie po (?) metrów każda (2 pasy w każdym kierunku),
- wydzielone torowisko tramwajowe o szerokości (?) metrów.

## Galeria

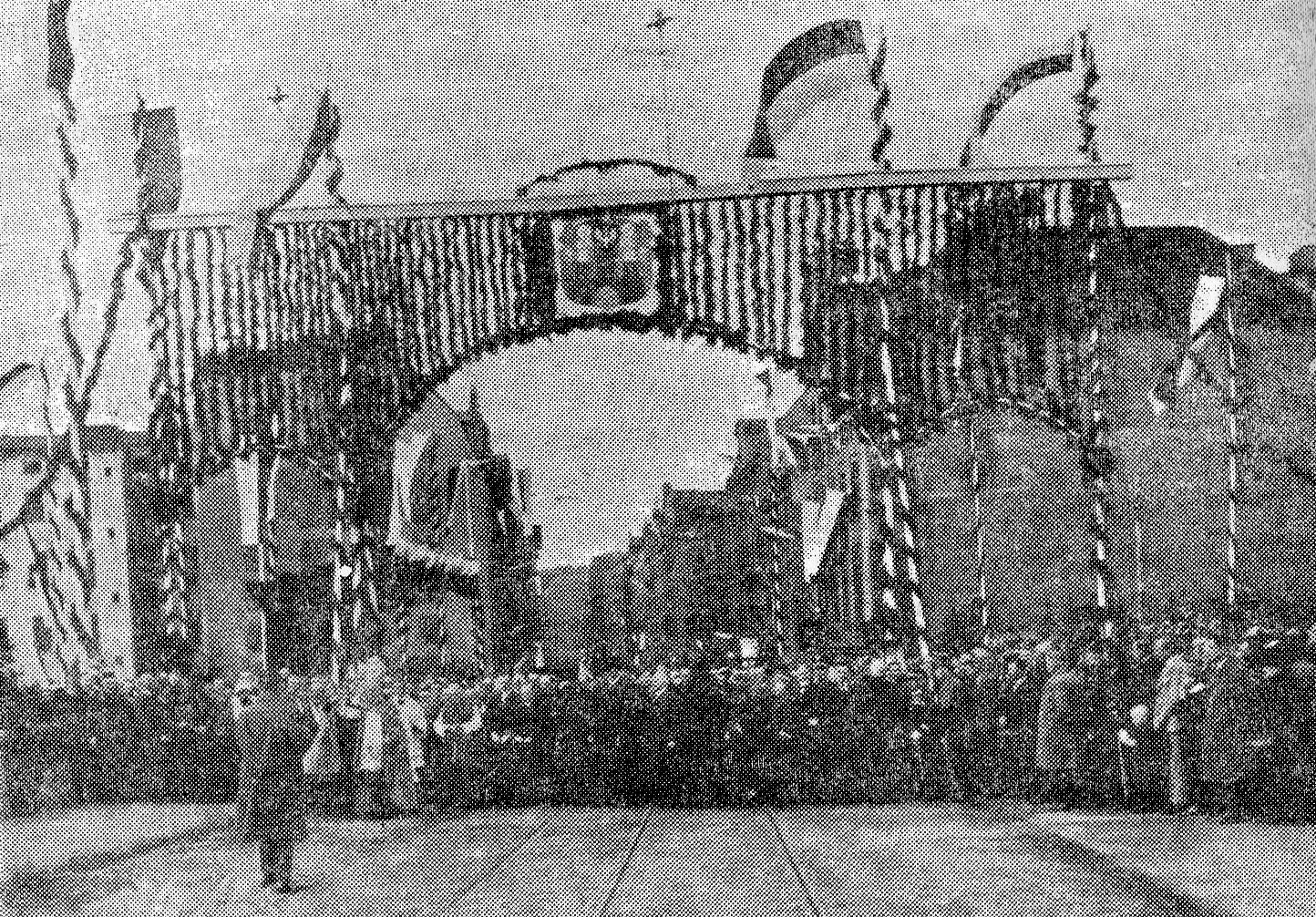
Otwarcie w 1925
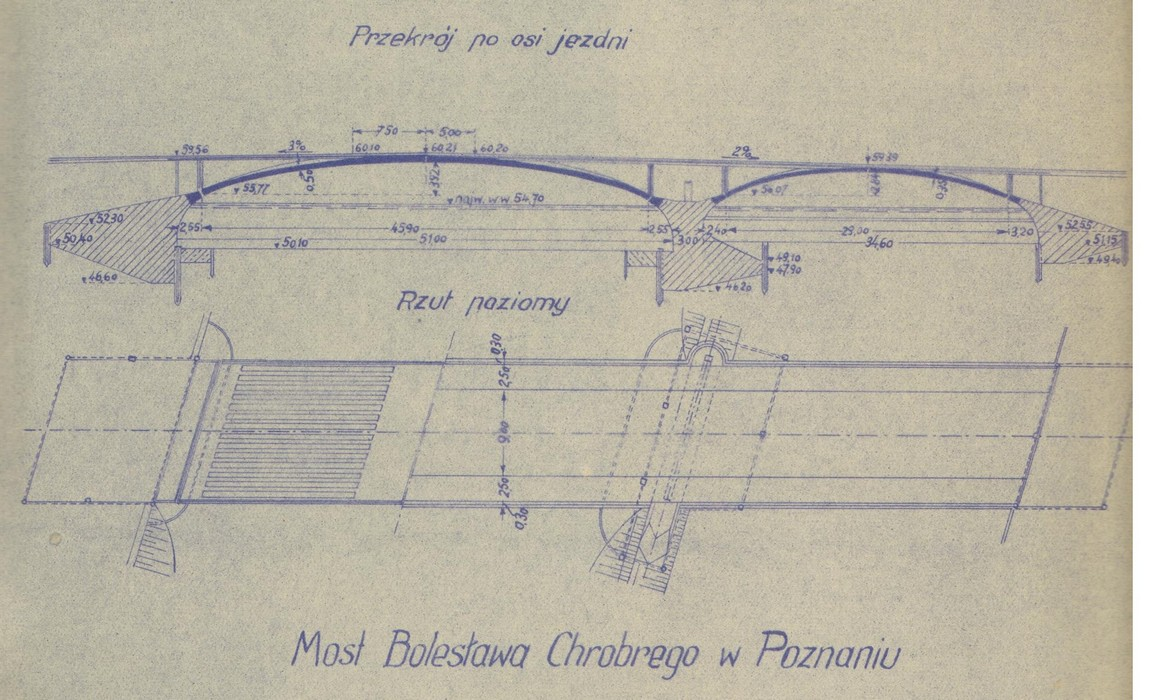
Odbudowa w 1945
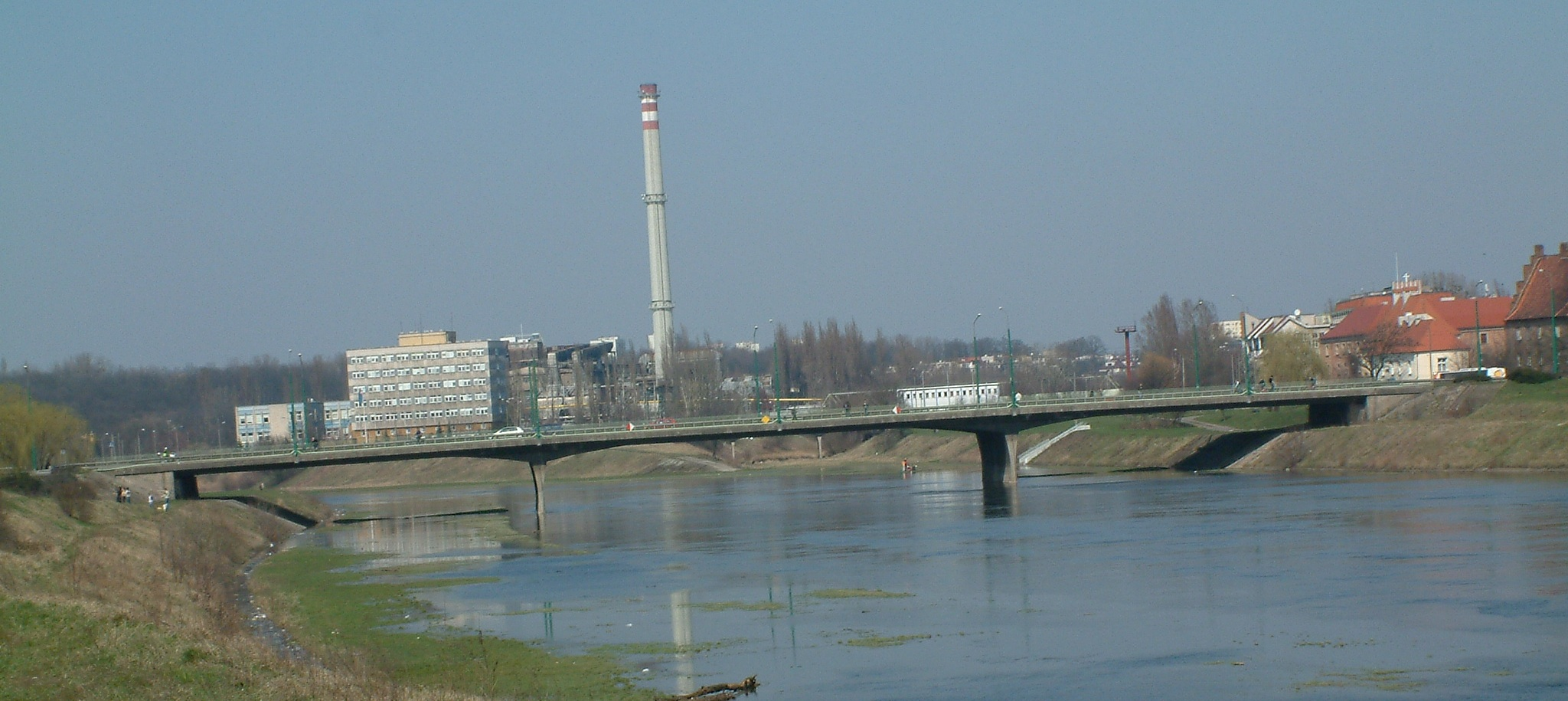
Widok w kierunku północnym w czasie roztopów